# نامیانگجو
نامیانگجو
شهر نامیانگجو (به کره‌ای: 남양주) (به انگلیسی: Namyangju) با جمعیت ۴۲۶٫۰۸۷ نفر در ایالت گیونگی-دو در کشور کره‌جنوبی واقع شده‌است.